# Смородинцева Анастасія Федорівна
Смородинцева Анастасія Федорівна (*2 травня 1904 року — 1990) — український економіко-географ, кандидат географічних наук, доцент Київського національного університету імені Тараса Шевченка.

## Біографія
Народилася 2 травня 1904 року в Любечі, тепер Чернігівської області. Закінчила у 1934 році економічне відділення історичного факультету Київського університету із спеціальності «викладач економічних дисциплін», у 1938 році аспірантуру на кафедрі економічної географії. Кандидатська дисертація «Монгольська народна республіка (Економіко-географічна характеристика)» захищена у 1950 році. У 1956—1961 роках працювала у Київському університеті старшим викладачем кафедри економічної географії.

## Наукові праці
Досліджувала питання регіональної економічної географії. Автор багатьох наукових праць. Основні праці:
1. Монгольська Народна Республыка. — К., 1951.
2. Методика проведення спецсемінару в педінституті по курсу «США». — К., 1954.
3. Народна Республіка Болгарія (економіко-географічна характеристика). — К., 1957.